# Рој О. Дизни
Рој Оливер Дизни (енгл. Roy Oliver Disney; Чикаго, 24. јун 1893 — Бербанк, 20. децембар 1971) је био амерички пословни човек и ко-оснивач The Walt Disney Company. Био је старији брат Волта Дизнија.

## Биографија

### Младост
Рођен је 1893. године у Чикагу на авенији Трип, као треће дијете Елајаса Дизнија и Флоре Кол. Имао је двојицу старије браће Херберта, Рејмонда, млађег брата Волта и млађу сестру, Рут Флору. Отац се бавио сточарством и воћарством, поријеклом је из Мисурија из ирско-канадске породице, док су мајчини преци били досељеници из Њемачке. Отац је купио имање у близини мјеста Марселин (Мисури), гдје се цијела породица преселила 1906. године. У близини се налазило и имање стрица Роберта, од неколико стотина хектара. Неколико мјесеци касније, два најстарија брата Херберт и Рејмонд су се вратили у Чикаго, док је Рој остао да ради на имању. У љето 1910. породица се преселила у Канзас, а затим 1917. су се поново вратили у Чикаго.
Елајаса Дизни је 1. јула 1911. купио руту за доставу новина Канзас Сити Стар (The Kansas City Star). Рој и његов брат Волт радили су као достављачи новина. Породица је достављала јутарње новине Канзас Сити Тајмс (Kansas City Times) за око 700 купаца, а Канзас Сити Стар за више од 600 купаца. Временом се повећавао број купаца.
Рој је 1912. године завршио средњу занатску школу у Канзас Ситију. Напустио је посао достављача новина и љети је радио на фарми. Након тога, заједно са братом Рејмондом Арнолдом Дизнијем, запошљава се као банкарски службеник у Првој националној банци у Канзас Ситију. Војни рок служио је у морнарици САД од од 1917. до 1919 као подофицир на теретном броду на Атлантику. Отпуштен је из војске након што је оболио од туберкулозе. Због опоравка одлази у Аризону. Живио је у Калифорнији у вријеме када је његов брат Волт преселио своју малу фирму за анимацију из Канзас Ситија у Холивуд, и њих двојица су скупили 790 долара (Рој је уложио 250 долара, Волт 40 долара, а 500 долара су позајмили од ујака)) да би почели да производе кратке анимиране филмове.

### Продукција Волт Дизни
У новооснованом Студију браће Дизни, Волт Дизни је радио за таблом за цртање док је Рој био сниматељ и књиговођа. Волт е 1929. откупио већину Ројевог удјела, па иако није био копродуцент, Рој је био равноправан партнер у свим аспектима рада компаније. Био је први извршни директор компаније од 1929. иако му је званична титула дата тек 1966. Такође је дијелио улогу предсједника одбора са Волтом од 1945. а у то вријеме насљеђује Волта на мјесту предсједника. На тој функцији је био до 1968. године када ју је предао Дон Тејтуму. Године 1960. Волт је одбацује титулу предсједника како би се могао више фокусирати на креативне аспекте компаније. Након Волтове смрти 1966, Рој је одложио своје пензионисање како би надгледао изградњу онога што је тада било познато као Дизниленд. Касније га је преименовао у свијет Волта Дизнија у знак почасти свом брату.

### Лични живот
Рој је био ожењен Едном Френсис од априла 1925. до своје смрти. Њихов син, Рој Едвард Дизни, рођен је 10. јануара 1930. Ројев нећак Чарлс Елијас Дизни одлучио је да свог сина назове Чарлс Рој Дизни у Ројеву част.
Након отварања Свијета Волта Дизнија у октобру 1971, Рој се коначно пензионисао. Умро је у 78. години 20. децембра 1971. од можданог удара. Сахрањен је на гробљу Форест Лон поред своје супруге Едне Френсис у Лос Анђелесу.